# Saidpur
Saidpur este un oraș din Bangladesh, care număra 120.000 locuitori în 2001.